# Castello di Montecalvo
Il castello di Montecalvo è una fortificazione situata nel comune italiano di Montecalvo Versiggia, in provincia di Pavia. Si trova nella zona collinare dell'Oltrepò Pavese, nella valle del torrente Versa, in cui confluisce il piccolo torrente Versiggia. L'edificio è posto a 360 m s.l.m. sulla sommità di una collina, faceva un tempo parte del sistema difensivo della val Versa, di cui era un importante caposaldo con la Torre di Soriasco, Golferenzo, Mondonico e la rocca di Montalino.

## Storia
Il castello negli anni tra il 1214 e il 1216, durante le lotte intercorse tra l'imperatore Federico II di Svevia, alleato con Pavia, contro milanesi e piacentini, fu più volte saccheggiato e lasciato poi andare in rovina.
Nel 1287 il castello venne acquistato da Uberto Beccaria (membro di una famiglia aristocratica di parte ghibellina di Pavia). Una lapide ricorda la costruzione del pozzo da parte di Federico Beccaria: SUE UTILITATE POSTERUMQUE / USUI JUGEM PUTEUM ALTE / FODIENDUM EUNDEMQUE / EXTRUENDUM FEDERICUS / BECCARIA ANNIBALIS FILIUS / SUI SUMPTIBUS CURAVIT / ANNO MDXCVI. Nel 1621 con la morte del conte Claudio, ultimo feudatario di questa famiglia, i Beccaria rimasero comunque i proprietari, con l'estinzione del ramo principale, il castello passò ad un ramo laterale della famiglia. Per via ereditaria, il castello passerà a Giuseppe Pietragrassa Berio Beccaria, mentre il feudo sarà della famiglia Belcredi. I Pietragrassa lo destineranno a dimora di campagna, essendo residenti a Pavia.
Il castello venne acquistato dai Pisani Dossi all'inizio del XIX secolo e da loro la proprietà passò ai marchesi Brignole di Genova. Il 24 novembre 1879 Niccolò Brignole vendette il castello ai cugini Carlo e Luigi Fiori.

## Struttura
L'edificio è realizzato in pietra, con inserti in laterizio, ed è caratterizzato da un ampio basamento scarpato. Ha una planimetria ad "U", innalzata su un terrazzo bastionato. 
Sul lato meridionale sono visibili alcuni resti di una torre e, in corrispondenza dell'angolo sud-occidentale, rimane la base conica di una torretta pensile.